# Täcka udden, Stocksund
För andra betydelser, se Täcka udden (olika betydelser).

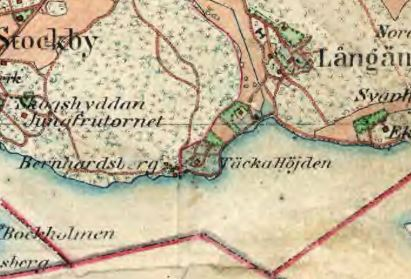
"Täcka Höjden" 1901.

Täcka udden (på äldre kartor betecknat som Täcka Höjden som syftar på villan) är en liten park i sydöstra Stocksund, Danderyds kommun.  

## Beskrivning
Förleden täck härrör från det fornsvenska adjektivet thaekk som betyder ”täck, behaglig”. Det finns flera "behagliga uddar" i Stockholm och omgivning. Täcka udden i Stocksund ligger intill Lilla Värtan, strax söder om Lagman Linds väg. Här finns en badplats från klippor eller badstege. Området är lätt kuperat och domineras av gamla ekar. Runt udden går en promenadstig. Syrenbuskar och överväxta terrasser i terrängen vittnar om att det på 1880-talet och en bit in på 1900-talet låg sommarvillan Tecka höjden (nedbränd) på udden.
Täck är ett äldre adjektiv med betydelsen vacker, nätt eller behaglig.

## Bilder

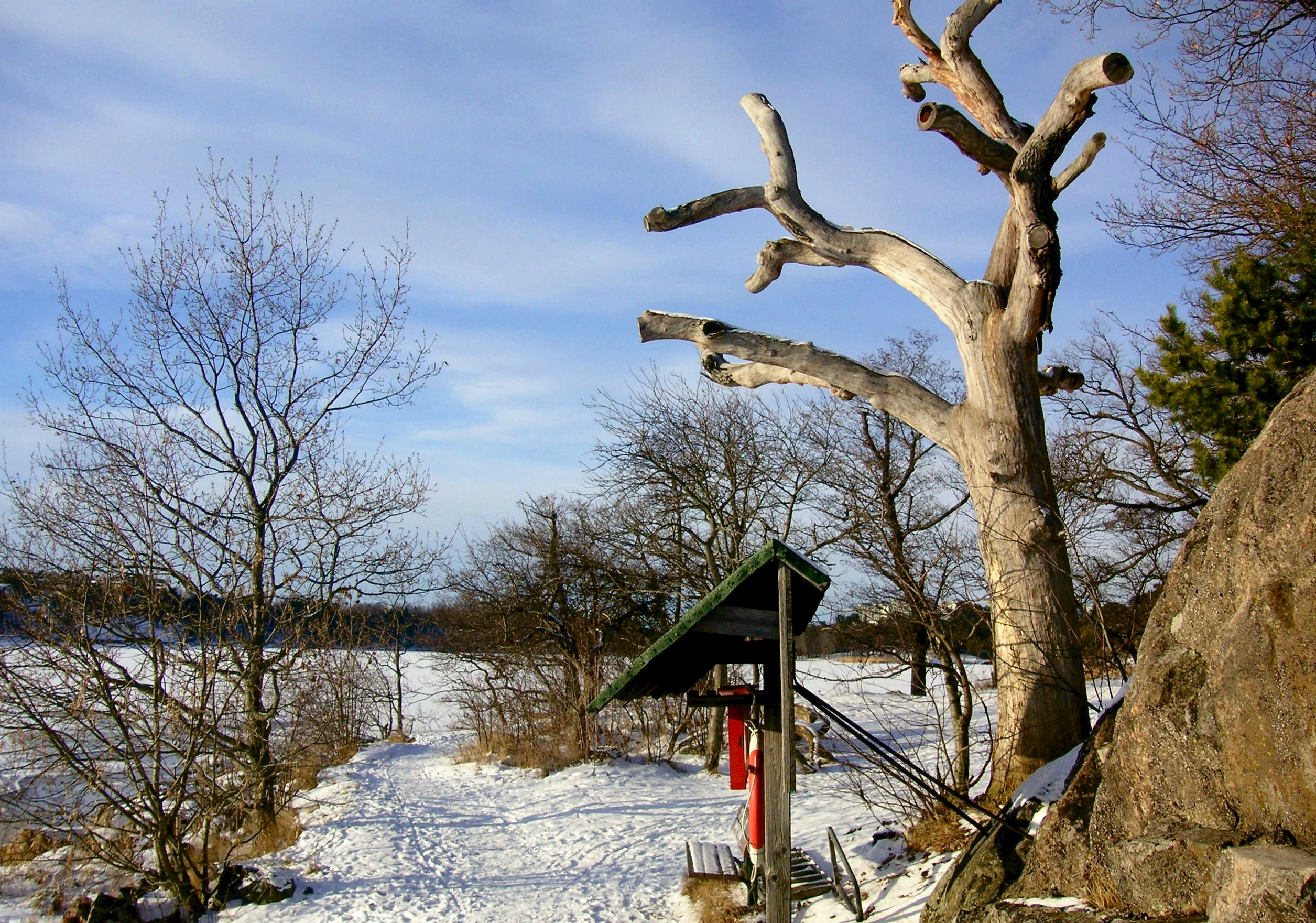
Strandpromenaden 2006.
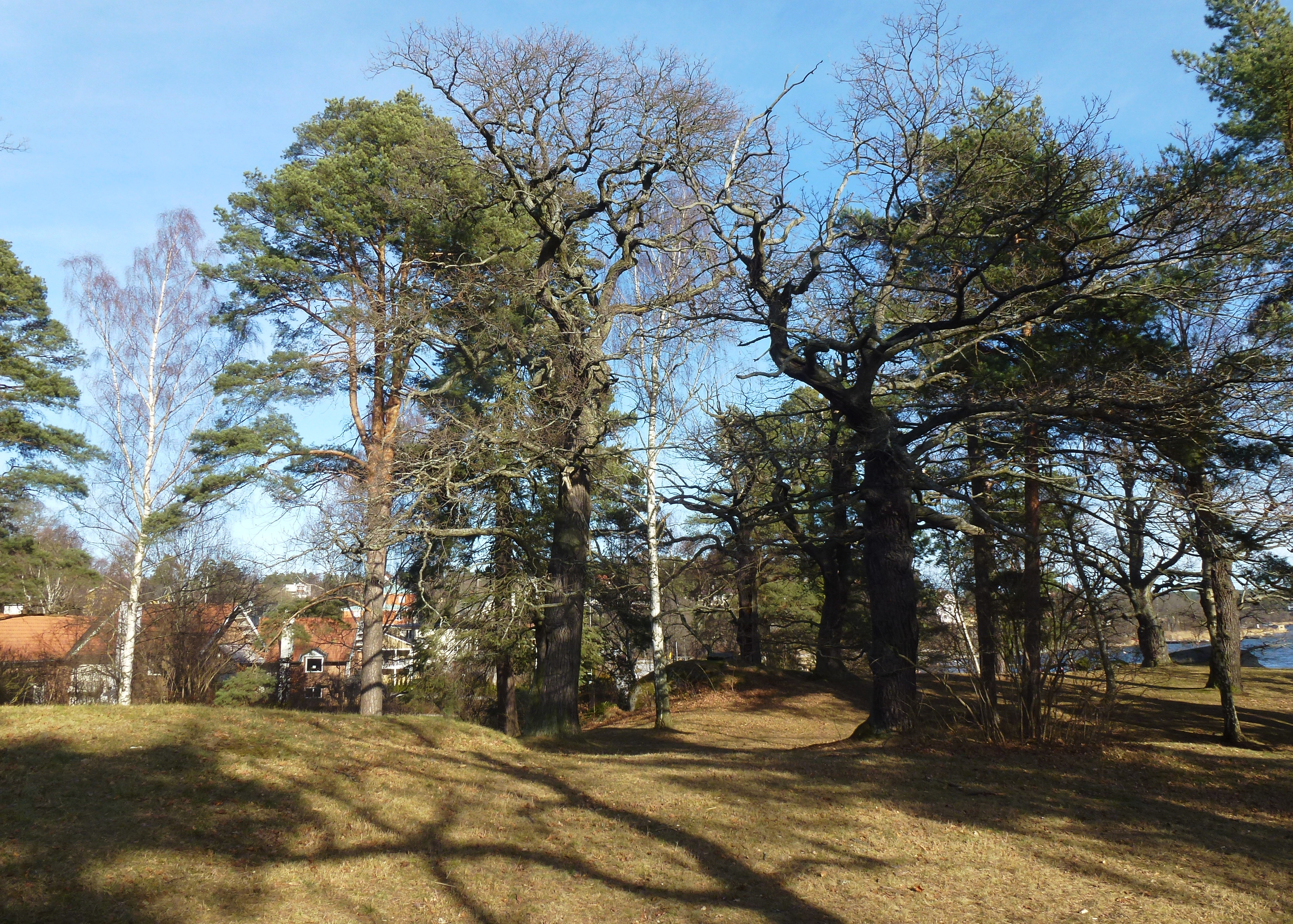
Udden i mars 2014.
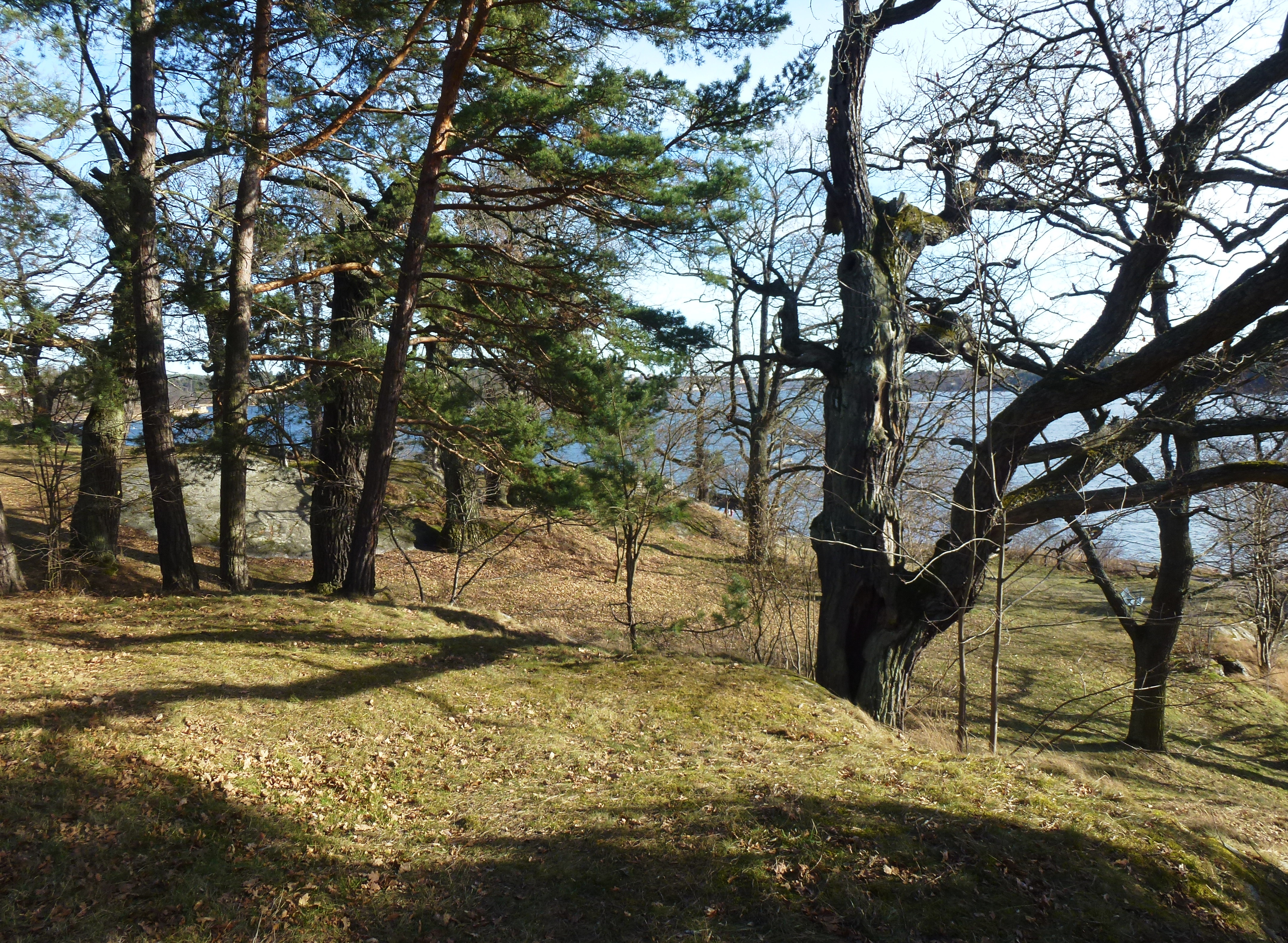
Udden i mars 2014.